# 行业
行業是指工作者所隸屬的經濟活動的部門。“行業”屬於中文表述的一種習慣，极少作为術語来表示特定的概念，有時與辭彙“产业”混淆使用，來表示同一概念，常指社会领域。行业属于概念广泛的常用中文词汇，其分类具有随意性。但有的國家對行業有分類規定。
- 按产品或服务内容分类，如钢铁行业（钢铁业）、食品行业（食品业）、饮食行业（餐饮业）；
- 按工作、职业特性分类，如律师行业（律师业）。
- 行业组织称为协会

## 另見
- 中國老行業
- 产业
- 职业
- 专业

## 外部連結
- 中华人民共和国行业分类标准 （页面存档备份，存于）